# Vlag van Krommeniedijk

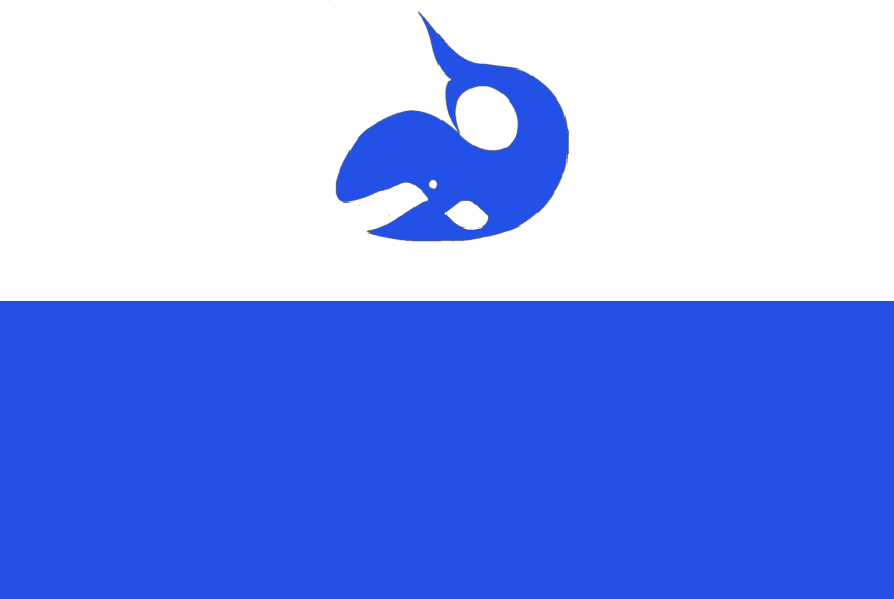
Vlag van Krommeniedijk

De vlag van Krommeniedijk werd op 9 oktober 2020 door de Nederlandse buurtschap Krommeniedijk in gebruik genomen. Deze vlag wordt uitgehangen tijdens de jaarlijks terugkerende feestweek van Krommeniedijk. De vlaggen hangen dan aan de lantaarnpalen en aan de meeste huizen.
De vlag wordt als volgt beschreven:
Twee even hoge banen van wit en blauw met een blauwe walvis in het midden van het wit baan.
De walvis op de vlag representeert het verleden van Krommeniedijk, omdat er vroeger walvisjagers waren in dit gebied, want een groot deel rondom Krommeniedijk was in het verleden verbonden met de zee. Nu is dat gebied voornamelijk weiland geworden.
Abbekerk
· Assendelft
· Bergen
· Bovenkarspel
· Buitenveldert
· Bussum
· De Rijp
· Driemond
· Groet
· Grootschermer
· Graft
· Hauwert
· Huisduinen
· Julianadorp
· Koog aan de Zaan
· Krommenie
· Krommeniedijk
· Lambertschaag
· Marken
· Middelie
· Muiden
· Muiderberg
· Naarden
· Nauerna
· Nibbixwoud
· Nieuw-Vennep
· Omval
· Opperdoes
· Rijsenhout
· Sijbekarspel
· Sint Pancras
· Sloten
· Spaarndam
· Vogelenzang
· Weesp
· Wijk aan Zee
· Wormerveer
· Zaandijk
· Zwaagdijk-West